# Kämpe Gleerup
Christian Viktor Kämpe Gleerup, född den 31 mars 1871 i Lund, död 13 april 1923, var en präst i Svenska kyrkan och psalmförfattare.
Han var son till Jacob Deichmann Gleerup och Jenny Maria Christina Humbla. Kämpe Gleerup gifte sig den 27 september 1904 i Hammarlunda med Maria Lovisa Schlyter och fick med henne barnen Berta, Jenny, Jakob och Torsten Gleerup.
Han var kyrkoherde i Österslöv i Skåne 1908-1918 och i Fridlevstad i Blekinge 1919-1923 och verkade som lasarettspredikant.
Mest känd blev hans psalm Från Frälsaren på korsets stam med omkvädet "Så helt förlåter Gud", som tonsattes i en ny melodi av Artur Erikson 1955.

## Psalmer
- Från Frälsaren på korsets stam i Sionstoner 1935 nr 202.